# Oddiyana
Oddiyana (Skt. Oḍḍiyāna; Tib. Orgyen; Wyl. u rgyan) ist gemäß dem Hevajra Tantra einer von vierundzwanzig heiligen Orten (Wyl. gnas chen nyer bzhi). Oddiyana spielt besonders aus der Sicht des tibetischen Buddhismus eine wichtige Rolle im Buddhismus. Es wird aufgrund von Überlieferungen davon ausgegangen, dass Oddiyana das Geburtsland des Vajrayana und Dzogchen sind, es wird außerdem gesagt, dass es das Land ist in welchem Garab Dorje, Vairotsana, Padmasambhava, Tilopa und viele andere die Überlieferungen des Dzogchen empfangen haben. Buddhistische Schriften beschreiben Oddiyana als ein wunderschönes grünes und fruchtbares Königreich, dass von freundlichen Menschen bewohnt ist die weiße Kleidung tragen und sehr große Wertschätzung und Respekt für Weisheit und Studium haben. Es ist umgeben von hohen Bergen und in den breiten Tälern waren weiße Stupas und goldene Tempeldächer. Es schien wie das Paradies auf Erden und wurde „der königliche Garten“ genannt (Skt. udyana). Oddiyana war auch als das „Paradies der Dakinis“ bekannt, als auch für die Schwesternschaft und Priesterinnen die sich der Weisheit und spirituellen Verwirklichung hingegeben haben. Diese Priesterinnen waren keine Nonnen und lebten in Schongebieten oder Waldkapellen.

## Geschichte
Gemäß den Überlieferungen der Vajrayana Lehren war es König Dza, aus dem Königreich Zahor, der auf mysteriöse Art und Weise als erster die Tantras dadurch empfangen haben soll, dass sie auf dem Dach seines Palastes gelandet sind. Es wird angenommen, dass König Dza ein anderer Name für König Indrabhuti von Oddiyana ist. Wenn dies der Fall ist, dann haben sich die Tantras aus Oddiyana verbreitet. Der erste menschliche Dzogchen Meister war Garab Dorje, geboren nahe dem See Kutra in Oddiyana. Sein Schüler Manjushrimitra, war Inder und empfing die Lehren in Bodh Gaya und wurde der nachfolgende Linienhalter, Shri Singha, kam aus dem zentralasiatischen Königreich Khotan aber es war in Oddiyana, in der Nähe des Dhanakosha See, als er die Linie an Vairotsana weitergegeben hat. Padmasambhava, der Vajrayana und Dzogchen in Tibet eingeführt hat, wurde auf mysteriöse Art und Weise im Dhanakosha See geboren und ist beim König von Oddiyana aufgewachsen. Viele der Dzogchen Texte die während der frühen Periode der Überlieferung in die tibetische Sprache übersetzt wurden (Nyingma Geschichte), wurden aus der Sprache Oddiyanas übersetzt.

## Ort
Die meisten tibetischen Texte erläutern, dass Oddiyana ein Königreich war, dass westlich oder nordwestlich von Indien lag. Viele westliche Gelehrte haben es im heutigen Khyber Pakhtunkhwa in Pakistan als Swat-Tal identifiziert. Patrul Rinpoche machte in seinem Werk Die Worte meines Vollendeten Lehrers (Tib. Kunzang Lamé Shyalung) eine präzisere Angabe darüber, wo sich Oddiyana befunden hat, als er beschreibt, dass Garab Dorjes Geburtsort in der Nähe des Sees Kutra in der Region Dhanakosha ist. Dhanakosha bedeutet ‘Schatz des Reichtums’. Dieses entspricht einer Region zwischen Chitral, Gilgit und Swat. John Reynolds schlägt vor, dass „perhaps Uddiyana is actually a name of a much wider geographical area than the Swat Valley alone, one embracing parts of Pakistan, Afghanistan, and even Western Tibet (Zhang Zhung).“ Professor Lokesh Chandra hat argumentiert, dass sich Oddiyana in Südindien befunden hat.